# Warrior of Rome
Warrior of Rome, известная в Японии как Ambition of Caesar (яп. シーザーの野望 Shīzā no Yabō) — видеоигра в жанре стратегии в реальном времени для Sega Mega Drive. Игра представляет собой вымышленную историю о приключениях Юлия Цезаря и римской армии во время его правления в качестве генерала в 48 году до нашей эры. У игры есть сиквел Warrior of Rome II.

## Игровой процесс
Игроку предоставляется четыре карты для командования своими войсками. Игра позволяет взять контроль над каждой единицей войск на карте выбора. Можно выбрать шесть различных вариантов для каждого подразделения войск, включая скорость, отступление, чтобы позволить отряду восстановить силы или установку ловушек. Как только войска столкнулись с вражеским отрядом, появляется экран битвы, на котором отряда игрока показан видом сбоку. Игрок может сохранить свой прогресс или использовать систему паролей в конце завершенного этапа.

## Оценки
| Иноязычные издания | Иноязычные издания |
| Издание            | Оценка             |
| ------------------ | ------------------ |
| Power Play         | 50 %               |
| Raze               | 79 %               |
| Sega-16.com        | 2/10               |

Рецензент с портала Sega-16.com описал Warrior of Rome как, "неясную, разочаровывающую и вообще плохую". Он заявил: "подобный опыт может навсегда оттолкнуть от жанров RTS и симуляторов – и со всеми замечательными играми Koei и других компаний это настоящий позор".